# Solen crockeri
Solen crockeri is een tweekleppigensoort uit de familie van de Solenidae. De wetenschappelijke naam van de soort is voor het eerst geldig gepubliceerd in 1950 door Hertlein & Strong.